# Démographie de Mareau-aux-Bois
La démographie de Mareau-aux-Bois, commune rurale du département du Loiret, en région Centre-Val de Loire, est caractérisée par une densité faible et une population en croissance modérée depuis les années 1980.
En 2014, Mareau-aux-Bois comptait 595  habitants, soit une évolution de 7.2 % par rapport à 2006. La population est plus jeune que celle de la France métropolitaine.
L'évolution démographique, les indicateurs démographiques, la pyramide des âges, l'état matrimonial, les caractéristiques de l'emploi et le niveau de formation sont détaillés ci-après.

## Évolution démographique
L'évolution du nombre d'habitants est connue à travers les recensements de la population effectués périodiquement dans la commune depuis 1793. 
Après avoir présenté un maximum en 1836 avec 814 habitants, puis une phase stable, la population de la commune diminue à partir de 1860 jusqu'en 1975 avec un minimum à 323 habitants puis croît modérément.
Une réforme du mode de recensement permet à l'Insee de publier les populations légales des communes annuellement à partir de 2006. Pour les communes de moins de 10 000 habitants, les recensements ont lieu tous les cinq ans, les populations légales intermédiaires sont quant à elles estimées par calcul. Le premier recensement exhaustif de la commune entrant dans le cadre de ce nouveau dispositif a eu lieu en 2007.
En 2014, Mareau-aux-Bois comptait 595  habitants, soit une évolution de 7.2 % par rapport à 2006.
| 1793 | 1800 | 1806 | 1821 | 1831 | 1836 | 1841 | 1846 | 1851 |
| ---- | ---- | ---- | ---- | ---- | ---- | ---- | ---- | ---- |
| 587  | 676  | 642  | 721  | 804  | 814  | 768  | 746  | 753  |

| 1856 | 1861 | 1866 | 1872 | 1876 | 1881 | 1886 | 1891 | 1896 |
| ---- | ---- | ---- | ---- | ---- | ---- | ---- | ---- | ---- |
| 761  | 802  | 781  | 762  | 702  | 686  | 673  | 641  | 607  |

| 1901 | 1906 | 1911 | 1921 | 1926 | 1931 | 1936 | 1946 | 1954 |
| ---- | ---- | ---- | ---- | ---- | ---- | ---- | ---- | ---- |
| 577  | 575  | 544  | 503  | 496  | 434  | 428  | 447  | 399  |

| 1962 | 1968 | 1975 | 1982 | 1990 | 1999 | 2007 | 2012 | 2014 |
| ---- | ---- | ---- | ---- | ---- | ---- | ---- | ---- | ---- |
| 349  | 325  | 323  | 377  | 434  | 468  | 567  | 600  | 595  |

## Indicateurs démographiques

### Densité
La densité de population de Mareau-aux-Bois, mesurant le nombre de personnes par unité de surface, est passée de 28 habitants/km2 en 1968 à 52,1 en 2009. Elle est, en 2009, 1,9 fois plus faible que la densité moyenne du département du Loiret (96,5), 1,2 fois plus faible que celle de la région Centre (64,8) et 2,2 fois que celle de la France métropolitaine (114,8).
Cet indicateur situe la commune au 118e rang au niveau départemental (sur 334 communes) et au 14 676e au niveau national (France métropolitaine), sur 36 575 communes.
|                           | Mareau-aux-Bois | Mareau-aux-Bois | Mareau-aux-Bois | Mareau-aux-Bois | Mareau-aux-Bois | Mareau-aux-Bois | Loiret  | Centre    | France     |
|                           | 1968            | 1975            | 1982            | 1990            | 1999            | 2009            | 2009    | 2009      | 2009       |
| ------------------------- | --------------- | --------------- | --------------- | --------------- | --------------- | --------------- | ------- | --------- | ---------- |
| Population                | 325             | 323             | 377             | 434             | 468             | 605             | 653 510 | 2 538 590 | 62 465 709 |
| Densité moyenne (hab/km²) | 28              | 27,8            | 32,5            | 37,4            | 40,3            | 52,1            | 96,5    | 64,8      | 114,8      |

### Soldes naturels et migratoires
La variation moyenne annuelle de la population a augmenté depuis les années 1970. De -0,1 % sur la période 1968-1975, elle est passée à 2,6 % sur la période 1999-2009, quand celle du département du Loiret a baissé de 1,9 % à 0,6 %. Le solde naturel annuel, qui est la différence entre  le nombre de naissances et le nombre de décès enregistrés au cours d'une même année, connaît une forte augmentation, puisque la variation annuelle due au solde naturel passe de -0,3 à 0,4. L'augmentation du taux de natalité, qui passe de 11,5 % à 12 %, est en fait relativement compensée par la baisse du taux de mortalité, qui parallèlement passe de 10,9 à 8,6.
Le flux migratoire est en  hausse, le taux annuel passant de 0,2 à 2,2 %, traduisant une hausse des implantations nouvelles dans la commune.
Le taux de natalité est passé de 11,5 ‰ sur la période 1968-1975 à 12 ‰  sur la période 1999-2009.  Celui du département était sur la période 1999-2009 de 13,1 ‰ et celui de la France métropolitaine de  12,8 ‰.
Le taux de mortalité est quant à lui passé de 14,2 ‰ sur la période 1968-1975 à 7,6 ‰  sur la période 1999-2009. Celui du département était sur cette dernière période de 8,5 ‰ et celui de la France de 8,8 ‰.
Évolution sur la période 1968-2009
|             |                                                    | 1968 à 1975 | 1975 à 1982 | 1982 à 1990 | 1990 à 1999 | 1999 à 2009 |
| ----------- | -------------------------------------------------- | ----------- | ----------- | ----------- | ----------- | ----------- |
| Commune     | Variation annuelle moyenne de la population (en %) | -0,1        | 2,2         | 1,8         | 0,8         | 2,6         |
| Commune     | - due au solde naturel (en %)                      | -0,3        | -0,3        | 0,2         | 0,3         | 0,4         |
| Commune     | - due au solde apparent des entrées sorties (en %) | 0,2         | 2,5         | 1,6         | 0,5         | 2,2         |
| Commune     | Taux de natalité (en ‰)                            | 11,5        | 11,9        | 11,2        | 10,6        | 12          |
| Commune     | Taux de mortalité (en ‰)                           | 14,2        | 14,8        | 9,3         | 7,2         | 7,6         |
| Département | Variation annuelle moyenne de la population (en %) | 1,9         | 1,3         | 1           | 0,7         | 0,6         |
| France      | Variation annuelle moyenne de la population (en %) | 0,8         | 0,5         | 0,5         | 0,4         | 0,7         |

Mouvements naturels sur la période 1999-2009

## Âge de la population

### Indice de jeunesse
La population de Mareau-aux-Bois présente en 2009 une structure par grands groupes d'âge légèrement plus jeune que celle de la France métropolitaine
. 
Il existe en effet cent trente jeunes de moins de 20 ans pour cent personnes de plus de 60 ans, alors que pour la France l'indice de jeunesse, qui est égal à la division de la part des moins de 20 ans par la part des plus de 60 ans, est de 1,06. L'indice de jeunesse de la commune est également supérieur à celui  du département (1,1) et à celui de la région (0,95).
La population s'est rajeunie entre 1999 et 2009, le taux des personnes de 60 ans et plus passant de 24 % à 21 %, alors que parallèlement les populations du département et de la France ont quant à elles vieilli, passant respectivement de 20 à 23 % pour le Département et de 20 à 23 % pour la France métropolitaine. 
|                    | Mareau-aux-Bois | Loiret | Centre | France |
| ------------------ | --------------- | ------ | ------ | ------ |
| Ensemble           | 100             | 100    | 100    | 100    |
| moins de 20 ans    | 27,7            | 24,7   | 23,4   | 23,8   |
| de 20 à 59 ans     | 30,5            | 52,7   | 51,9   | 53,6   |
| 60 ans ou plus     | 21,3            | 22,5   | 24,7   | 22,6   |
| Indice de jeunesse | 1,3             | 1,1    | 0,95   | 1,06   |

|                | Mareau-aux-Bois | Mareau-aux-Bois | Mareau-aux-Bois | Mareau-aux-Bois | Loiret | Loiret | France | France |
|                | 2009            | 2009            | 1999            | 1999            | 2009   | 1999   | 2009   | 1999   |
| -------------- | --------------- | --------------- | --------------- | --------------- | ------ | ------ | ------ | ------ |
|                | nb              | %               | nb              | %               | %      | %      | %      | %      |
| Ensemble       | 605             | 100             | 468             | 100             | 100    | 100    | 100    | 100    |
| 0-14 ans       | 133             | 22              | 85              | 18              | 19     | 20     | 18     | 19     |
| 15-29 ans      | 80              | 13              | 62              | 13              | 18     | 20     | 19     | 20     |
| 30-44 ans      | 150             | 25              | 111             | 24              | 20     | 22     | 20     | 22     |
| 45-59 ans      | 112             | 19              | 100             | 21              | 20     | 18     | 20     | 18     |
| 60-74 ans      | 86              | 14              | 74              | 16              | 14     | 13     | 14     | 13     |
| 75 ans ou plus | 43              | 7               | 36              | 8               | 9      | 7      | 9      | 7      |

 1999  2009

### Pyramide des âges
La pyramide des âges, à savoir la répartition par sexe et âge de la population, de la commune de Mareau-aux-Bois en 2009 ainsi que, comparativement, celle du département du Loiret la même année, sont représentées avec les graphiques ci-dessous.
La population de la commune comporte 51,9 % d'hommes et 48,1 % de femmes. Les tranches pour lesquelles le déséquilibre est le plus prononcé en faveur des femmes sont les tranches 75-90 ans (+11,1 % de femmes) et 90 ans et + (+50 % de femmes).
| Hommes | Classe d’âge | Femmes |
| ------ | ------------ | ------ |
| 0,3    | 90 ans ou +  | 1,1    |
| 5,4    | 75 à 89 ans  | 7,3    |
| 13,3   | 60 à 74 ans  | 15,4   |
| 21,1   | 45 à 59 ans  | 15,8   |
| 24,5   | 30 à 44 ans  | 25,3   |
| 15,0   | 15 à 29 ans  | 11,4   |
| 20,4   | 0 à 14 ans   | 23,8   |

| Hommes | Classe d’âge | Femmes |
| ------ | ------------ | ------ |
| 0,4    | 90 ans ou +  | 1,1    |
| 6,6    | 75 à 89 ans  | 9,5    |
| 13,4   | 60 à 74 ans  | 13,9   |
| 20,1   | 45 à 59 ans  | 20,0   |
| 20,3   | 30 à 44 ans  | 19,5   |
| 19,3   | 15 à 29 ans  | 17,7   |
| 19,9   | 0 à 14 ans   | 18,2   |

## Familles

### État matrimonial
L'état matrimonial légal désigne, selon l'Insee, la situation conjugale d'une personne au regard de la loi : célibataire, mariée, veuve, divorcée.En 2009, la commune comptait 28,5 % de célibataires, 57,9 % de personnes mariées, 7 % de veufs ou veuves et 6,6 % de divorcé(e)s. Le taux de personnes mariées apparaît ainsi très supérieur à celui du département (49,8 %) mais aussi de la France (47,5 %).
|               | Mareau-aux-Bois | Mareau-aux-Bois | Mareau-aux-Bois | Loiret | France |
| ------------- | --------------- | --------------- | --------------- | ------ | ------ |
|               | Hommes          | Femmes          | Total           | Total  | Total  |
| Célibataires  | 33,6 %          | 22,5 %          | 28,5 %          | 35,6 % | 37,5 % |
| Marié(e)s     | 55,6 %          | 60,4 %          | 57,9 %          | 49,8 % | 47,5 % |
| Veufs, veuves | 5,6 %           | 8,6 %           | 7 %             | 7,6 %  | 7,7 %  |
| Divorcé(e)s   | 5,2 %           | 8,1 %           | 6,6 %           | 7 %    | 7,4 %  |

### Taille des ménages
Le nombre de ménages 
tend à croître plus vite que la population : + 1,72 % par an en moyenne en France métropolitaine pour le nombre de ménages entre 1968 et 2009, + 0,74 % pour la population (tableau ci-après). Le nombre moyen de personnes par ménage tend en effet à baisser : égal à 3,06 en 1968, il n’est plus que de 2,4 en 1999 et de 2,27 en 2009.
La tendance pour la commune est plutôt à la stabilité. Le nombre moyen de personnes par ménage, égal à 2,54 en 1968, diminue à 2,52 en 1999 puis remonte à 2,61 en 2009.
|                       |                                | 1968   | 1975   | 1982   | 1990   | 1999   | 2009   | Évolution annuelle moyenne sur la période 1968-2009 (%) |
| --------------------- | ------------------------------ | ------ | ------ | ------ | ------ | ------ | ------ | ------------------------------------------------------- |
| Commune               | Population                     | 325    | 323    | 377    | 434    | 468    | 605    | 2,02 %                                                  |
| Commune               | Nombre de ménages              | 128    | 132    | 149    | 159    | 186    | 232    | 1,94 %                                                  |
| Commune               | Nombre de personnes par ménage | 2,54   | 2,45   | 2,53   | 2,73   | 2,52   | 2,61   | 0,09 %                                                  |
| France métropolitaine | Population (milliers)          | 49 712 | 52 592 | 54 335 | 56 615 | 58 521 | 62 466 | 0,74 %                                                  |
| France métropolitaine | Nombre de ménages (milliers)   | 15 831 | 17 783 | 19 665 | 21 540 | 23 810 | 26 866 | 1,72 %                                                  |
| France métropolitaine | Nombre de personnes par ménage | 3,06   | 2,88   | 2,7    | 2,57   | 2,4    | 2,27   | -0,96 %                                                 |

## Emploi
En 2009, les ouvriers représentaient, avec 137 emplois, la catégorie socioprofessionnelle la plus importante de la population active de la commune (27,4 % contre 17,3 au niveau départemental). En 1999, ils étaient 76 et représentaient 20,4 % de la population active.
La commune comptait par ailleurs, en 2009, 128 retraités, soit 25,6 % de la population de la commune et 1,7 % de moins que le taux départemental. Cet écart s'est toutefois réduit par rapport à celui de 1999 puisqu'il était alors de 8,8 %.
|                                                   | Mareau-aux-Bois | Mareau-aux-Bois | Mareau-aux-Bois | Mareau-aux-Bois | Loiret | Loiret | France | France |
| ------------------------------------------------- | --------------- | --------------- | --------------- | --------------- | ------ | ------ | ------ | ------ |
| 2009                                              | 2009            | 1999            | 1999            | 2009            | 1999   | 2009   | 1999   |        |
| nb                                                | %               | nb              | %               | %               | %      | %      | %      |        |
| Ensemble                                          | 499             | 100             | 372             | 100             | 100    | 100    | 100    | 100    |
| Agriculteurs exploitants                          | 0               | 0               | 12              | 3,2             | 0,8    | 1,1    | 1      | 1,4    |
| Artisans, commerçants, chefs d'entreprise         | 17              | 3,4             | 20              | 5,4             | 2,8    | 3      | 3,3    | 3,5    |
| Cadres et professions intellectuelles supérieures | 9               | 1,7             | 16              | 4,3             | 7,9    | 6,4    | 8,7    | 6,7    |
| Professions intermédiaires                        | 81              | 16,2            | 36              | 9,7             | 14,7   | 12,8   | 13,9   | 12,1   |
| Employés                                          | 64              | 12,8            | 60              | 16,1            | 16,3   | 16,6   | 16,6   | 16,5   |
| Ouvriers                                          | 137             | 27,4            | 76              | 20,4            | 15,7   | 17,3   | 13,5   | 14,9   |
| Retraités                                         | 128             | 25,6            | 116             | 31,2            | 27,3   | 23,5   | 26,2   | 22,4   |
| Autres personnes sans activité professionnelle    | 64              | 12,8            | 36              | 9,7             | 14,5   | 19,3   | 16,9   | 22,6   |

 1999  2009

## Niveau de formation
Le taux de personnes non scolarisées sans diplôme a diminué entre 1999 (18,5 %) et 2009 (15,6 %). Il est inférieur à celui du Loiret (18,3 %)  et à celui de la France métropolitaine (18,3 %).
Parallèlement le taux de personnes titulaires d'un diplôme de l'enseignement supérieur long est passé de 4,8 % en 1999 à 6,1 % en 2009, un taux inférieur à celui du Loiret (10,5 %) et au taux national relatif à la France métropolitaine (12,7 %).
|                                                           | Mareau-aux-Bois | Mareau-aux-Bois | Mareau-aux-Bois | Mareau-aux-Bois | Loiret | Loiret | France | France |
| --------------------------------------------------------- | --------------- | --------------- | --------------- | --------------- | ------ | ------ | ------ | ------ |
| 2009                                                      | 2009            | 1999            | 1999            | 2009            | 1999   | 2009   | 1999   |        |
| nb                                                        | %               | nb              | %               | %               | %      | %      | %      |        |
|                                                           | 436             | 100             | 352             | 100             | 100    | 100    | 100    | 100    |
| Aucun diplôme                                             | 68              | 15,6 %          | 65              | 18,5 %          | 18,3   | 19,2   | 18,3   | 20     |
| Titulaires du certificat d'études primaires               | 61              | 13,9 %          | 73              | 20,7 %          | 12,4   | 19     | 11,1   | 17,6   |
| Titulaires du BEPC, brevet des collèges                   | 31              | 7,1 %           | 28              | 8 %             | 6,1    | 7,7    | 6,3    | 8,1    |
| Titulaires d'un CAP ou d'un BEP                           | 142             | 32,5 %          | 117             | 33,2 %          | 26,1   | 26,9   | 24     | 25     |
| Titulaires d'un baccalauréat ou d'un brevet professionnel | 65              | 14,9 %          | 29              | 8,2 %           | 15     | 11,4   | 15,9   | 12,1   |
| Titulaires d'un diplôme de l'enseignement supérieur court | 43              | 9,8 %           | 23              | 6,5 %           | 11,6   | 8,2    | 11,8   | 8,5    |
| Titulaires d'un diplôme de l'enseignement supérieur long  | 27              | 6,1 %           | 17              | 4,8 %           | 10,5   | 7,6    | 12,7   | 8,8    |

 1999  2009